# Informatiemodel Ruimtelijke Ordening
Het Informatiemodel Ruimtelijk Ordening is een model dat valt onder de NEN 3610 en dat ruimtelijke plannen digitaliseert.

## Algemene informatie
Het Informatiemodel Ruimtelijke Ordening (ofwel IMRO) wordt gebruikt om ruimtelijke verbeeldingen en plannen volgens de Wro digitaal op te stellen en uit te wisselen op Rijks-, provinciaal en gemeentelijk niveau. Met intreding van de Wro dienen alle ruimtelijke plannen IMRO-gecodeerd ingeleverd te worden.

## NEN 3610
Het IMRO is een sectorale toepassing van de NEN 3610, het Basismodel Geo-informatie. Dit model beschrijft regels, termen, relaties en definities over de uitwisseling van informatie met ruimtelijke gegevens. NEN 3610 is in beheer bij Geonovum.